# Pippin Peaks
Pippin Peaks är en bergstopp i Antarktis. Den ligger i Västantarktis. Argentina, Chile och Storbritannien gör anspråk på området. Toppen på Pippin Peaks är 1 063 meter över havet, eller 51 meter över den omgivande terrängen. Bredden vid basen är 1,1 km.
Terrängen runt Pippin Peaks är huvudsakligen kuperad. Trakten är obefolkad. Det finns inga samhällen i närheten. 